# Plaza a la Aviación
La Plaza a la Aviación es una plaza ubicada en la comuna de Providencia, en la ciudad de Santiago, Chile. Es una extensión por el oriente del Parque Balmaceda, a continuación de la intersección de las avenidas Providencia y Eliodoro Yáñez.

## Historia
Fue creada alrededor de 1929, como parte del entonces llamado Parque Japonés, diseñado por el paisajista austriaco Óscar Prager. Posteriormente la plaza recibiría el nombre de Parque Prager en honor a su creador. El 12 de octubre de 1944 fue inaugurado el monumento al escritor uruguayo José Enrique Rodó, realizado por el escultor Tótila Albert.
Su nombre actual lo recibe del monumento en honor a la Fuerza Aérea de Chile, obra de René Orellana y Beatriz Silva, que fue inaugurado en el lugar por Fernando Matthei, comandante en jefe de la Fuerza Aérea de Chile, en 1980.
En 2005 se inauguró una pileta denominada Fuente del Bicentenario en conmemoración del Bicentenario de Chile.